# Игор Зубелдија
Игор Зубелдија Елорза (шп. Igor Zubeldia Elorza; Азкоитија, 30. март 1997) је шпански фудбалер који тренутно наступа за Реал Сосиједад. Игра на позицији одбрамбеног и везног играча.

## Успеси
Реал Сосиједад
- Куп Шпаније (1): 2019/20.[4]

 Шпанија до 21
- Европско првенство до 21 године (1) :  2019.[5]